# 太陽系儀の講義
『太陽系儀の講義』（たいようけいぎのこうぎ、英: A Philosopher Lecturing on the Orrery）は、ジョセフ・ライトが描いた絵画。この絵は小人数の聴衆に対する太陽系儀の実演講義を描いており、（人物構成や作画技法でよく似た）彼の『空気ポンプの実験』（ナショナル・ギャラリー）に先立つものである。

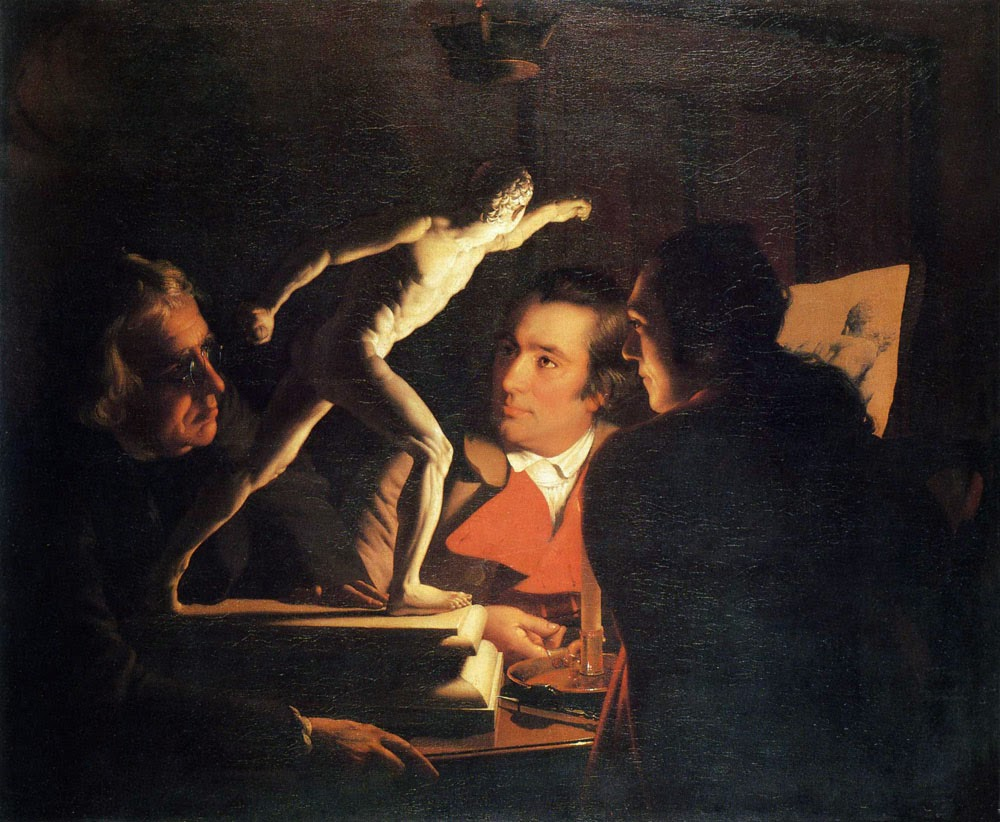
『蝋燭の光のもとで「剣闘士」の彫刻を見る3人の人物』（1765年）

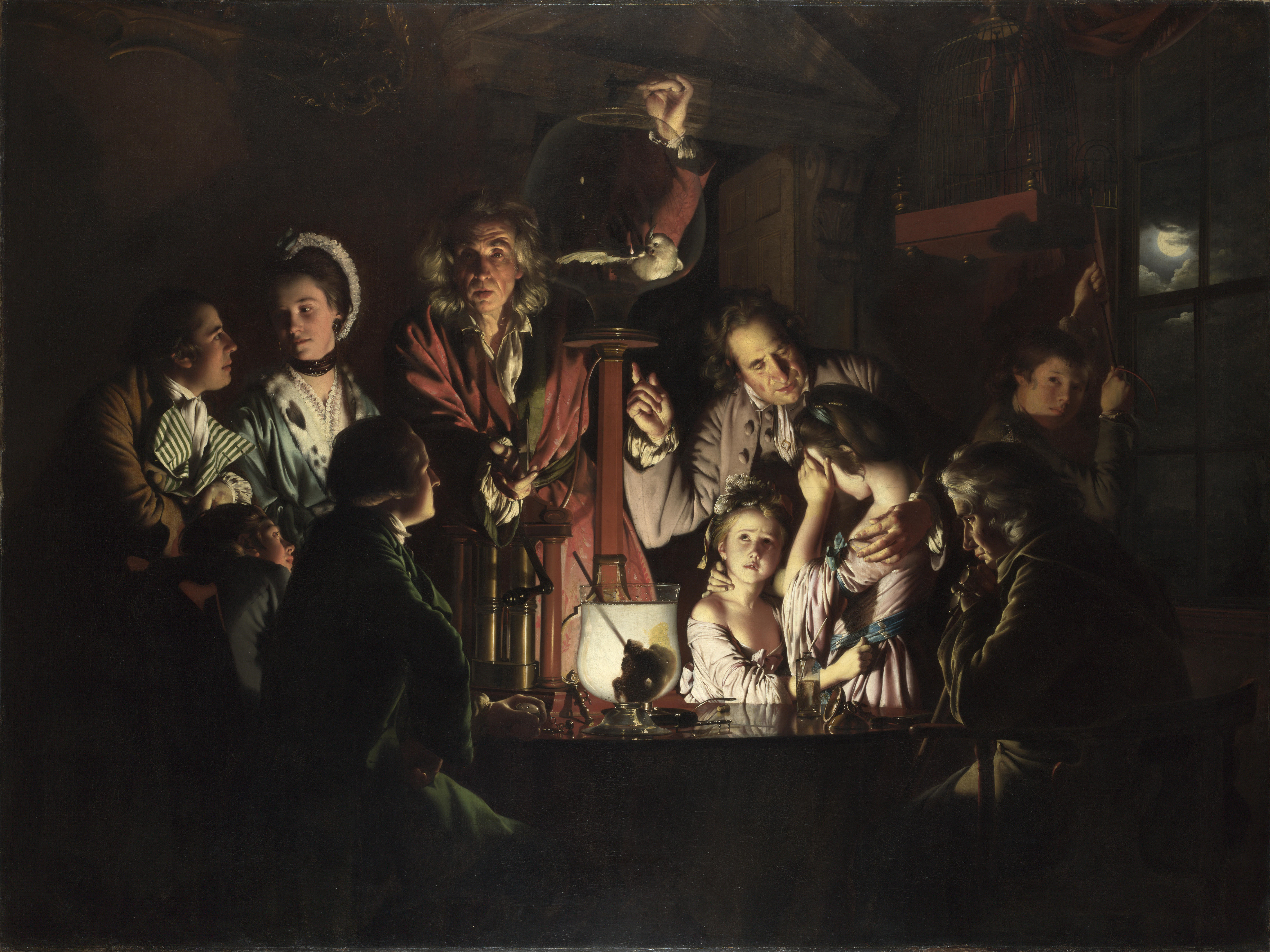
『空気ポンプの実験』（1768年）

## 概要
この絵は18世紀後半における、頑迷でフランス崇拝に陥った、ジャンルのヒエラルキーという硬直化した部門分けに反旗を翻した、多くのイギリス絵画のうちの一つである。その頃の他の絵画は、古典的あるいは神話的な主題を扱った歴史絵画と同じように真面目に見てもらえることを切望していた。『太陽系儀』と『空気ポンプ』の主題はある意味で風俗画と似ており、概ね中流階級の肖像画というスタイルになっている。（尤もそれは、1766年頃にヨハン・ゾファニーが王室一家の肖像画を描き始めてから新しい地位を獲得するのだが。）しかし描かれた人物たちの厳粛な様子、その誰の姿も肖像画として見られることを（たとえそのモデルを判別できたにせよ）意図していないように思われる点から、この絵を風俗画と看做すことはできない。20世紀の美術史家エリス・ウォーターハウスはこれらの絵を、ドゥニ・ディドロとカロン・ド・ボーマルシェが定義し、エジャトンが支持した現代フランス演劇の「genre serieux」という視点と比較している。当時の匿名レビューは、ライトを「独自の道をゆく、偉大かつ稀な天才」と呼んだ。
ライトの最初の燭光画『蝋燭の光のもとで「剣闘士」の彫刻を見る3人の人物』は1765年に描かれた。これには『剣闘士』の小型のレプリカを観察する 3 人の男性が示されている。この絵は高く評価されたが、次の『太陽系儀』はさらに大きな反響を呼んだ。なぜなら画面中央の古典的主題を、自然科学にまつわる主題へ置き換えてしまったからだ。科学における「奇跡」がもたらすライトの畏怖の描写は、その種の神秘の絵画表現が宗教的な出来事にのみ許された従来の伝統を打ち破るものだった。ライトにとってその科学技術時代の驚異は、偉大な宗教絵画の主題と同じように畏怖を呼び起こさせるものだったのだ。
『太陽系儀』は注文を受けて作られたのではなく、おそらく第5代フェラーズ伯爵ワシントン・シャーリーに買われることを期待して描かれたのかもしれない。伯爵は自ら太陽系儀を所有するアマチュア天文学者であり、ライトの友人ピーター・ペレス・バーデットはダービーシャーに滞在する時は伯爵と過ごしていたのだった。フェラーズ伯爵はこの絵を 210 ポンドで購入したが、第6代伯爵はこれを競売に出し、現在はダービー博物館・美術館が所蔵している。そこではこの絵が常設展示されており、すぐ近くには実際に動作する実物大の太陽系儀の複製品が置かれている。

### 人物のモデル
この絵の中で、ノートを取っているのがバーデット、太陽系儀の隣に息子と座っているのがフェラーズ伯爵の肖像と考えられている。ライトの伝記作家ベネディクト・ニコルソンは、ジョン・ホワイトハーストが講師のモデルであると1968年に記している。一方、ゴドフリー・ネラーが描いたアイザック・ニュートンに似ていると主張する者もいる。絵の中の顔をそれぞれ仔細に調べた結果、各々は新月、半月、凸月、満月という主な月相を表していることが分かった。

## 燭光について
『剣闘士』でも、『空気ポンプの実験』でも、燭光の情景はリアルに描かれている。燭光のもとで彫刻を鑑賞することは、輪郭がはっきり見え、光の瞬きと共にある種の動きさえ感じさせ、ゲーテによると上流階級の嗜みであった。太陽系儀の実演において、太陽を表現するランプが投げかける影は、その展示において不可欠の役割を果たしている。しかしただ一本の蝋燭によって照らされた室内で空気ポンプの実験を実演するのは、劇的な効果を高めるという以外に意味は無さそうである。シャルル＝アメデー＝フィリップ・ヴァン・ローも後年その主題で絵を 2 点制作しているが、通常のライティングで描いている。